# Listerby kyrka
Listerby kyrka är en kyrkobyggnad i Listerby som tillhör Ronneby församling i Lunds stift. Kyrkan ligger cirka 10 kilometer öster om Ronneby.

## Kyrkobyggnaden
Den ursprungliga kyrkans utseende framgår av  Johan Fredrik Åboms utvidgningsförslag 1843. Kyrkan hade förmodligen samma utseende som  Edestad  och   Fridlevstads kyrkor. Kyrkan byggdes troligen under 1100-talet  i gråsten och bestod av ett rektangulärt långhus med kor och absid. Senare under medeltiden tillbyggdes ett vapenhus. År 1738 uppfördes en sakristia vid korets norra vägg. Eftersom torn saknades hade klockorna sin plats i en klockstapel av s.k.  Edestadstyp belägen söder om kyrkan. Efter ritningar av Johan Fredrik Åbom och under ledning av murmästaren J. G. Rosenlund in Tving, byggdes kyrkan helt och hållet om under åren 1847-49, vilket innebar ett nytt långhus och ett smalare kor med absid. Av den gamla kyrkan återstår endast en del av norra muren och sakristian från 1738. År 1871 uppfördes tornbyggnaden efter ritningar av Johan Adolf Hawerman. Kyrkan fick exteriört det utseende den har i dag. Själva interiören försågs med ett tak av trätunnvalv.. I tornets klockvåning hänger två klockor, Storklockan från 1704, gjuten av Mårten Wetterholtz i Karlskrona och Lillklockan daterad till 1746, gjuten av Andreas Wetterholtz i Malmö. De senaste genomgripande renoveringar har utförts 1947–50 och 2008–2009.

## Inventarier
- Koret domineras av konstnären Gunnar Torhamns absidmålning. Målningen som tillkom 1950 har som motiv Kristi uppståndelse.
- Det tidigare  altaret ersattes 2008–2009 av ett nytt fristående altare av putsat tegel med behållande av altarskivan i kalksten.
- Vid renovering 2008–2009 byttes den tresidiga altarringen ut. Istället tillkom den nuvarande halvcirkelformade smäckra altarringen i smide och trä med knäfall i grått skinn.
- En tidigare dopfunt av trä ersattes 1950 av en funt i sandsten med baldakin. Vid södra korväggen intill dopfunten finns en bonad med kors och havsvågor.
- Predikstolen är tillverkad i ek någon gång under  1600-talet. Den femsidiga korgen målades  1693  enligt inskrift "Anno 1693 Petrus Swan". Fälten mellan  pilastrarna har försetts med evangelistskulpturer utförda av Gunnar Torhamn. Predikstolen har en sjusidig baldakin med en förgylld duva. Uppgång från sakristian.
- Ett stort kors med svepduk och inskriften INRI från något som tidigare varit altarprydnad 1848-1947 är placerad vid södra långhusväggen.
- Sluten bänkinredning.
- Läktarbarriären som anses vara från 1600-talet är prydd med apostlabilder.

## Bildgalleri

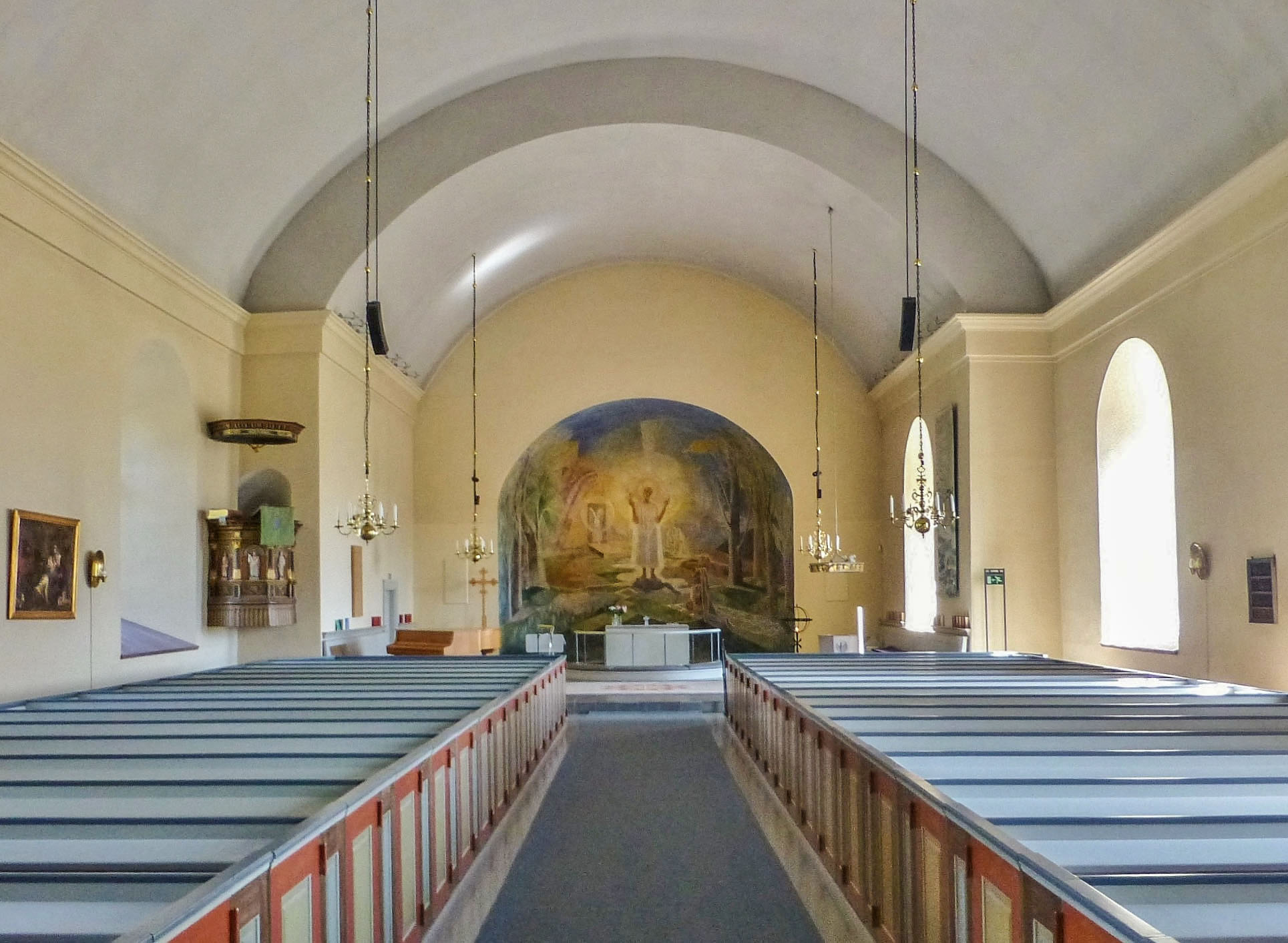
Interiör mot öster
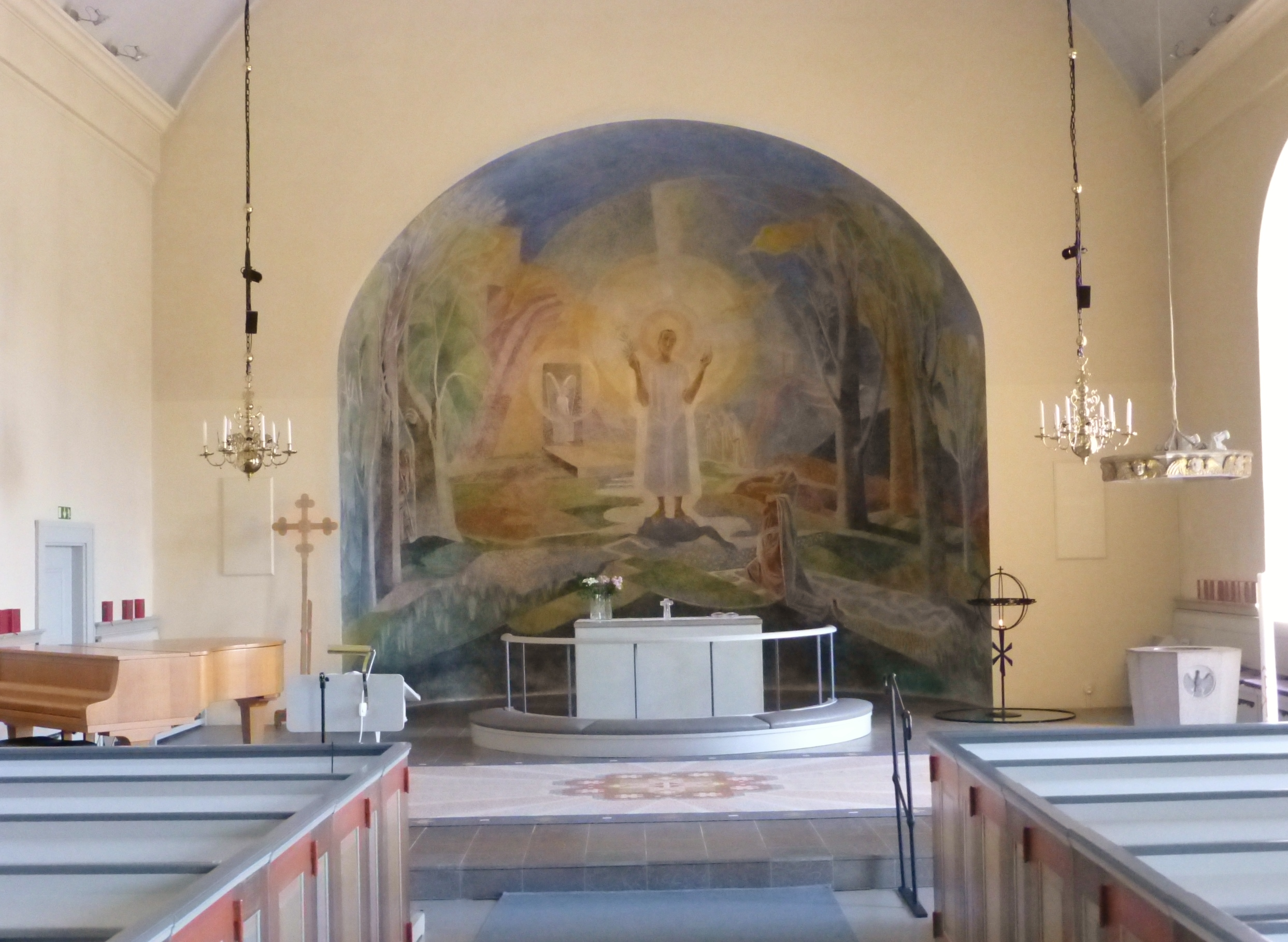
Koret med Gunnar Torhamns absidmålning
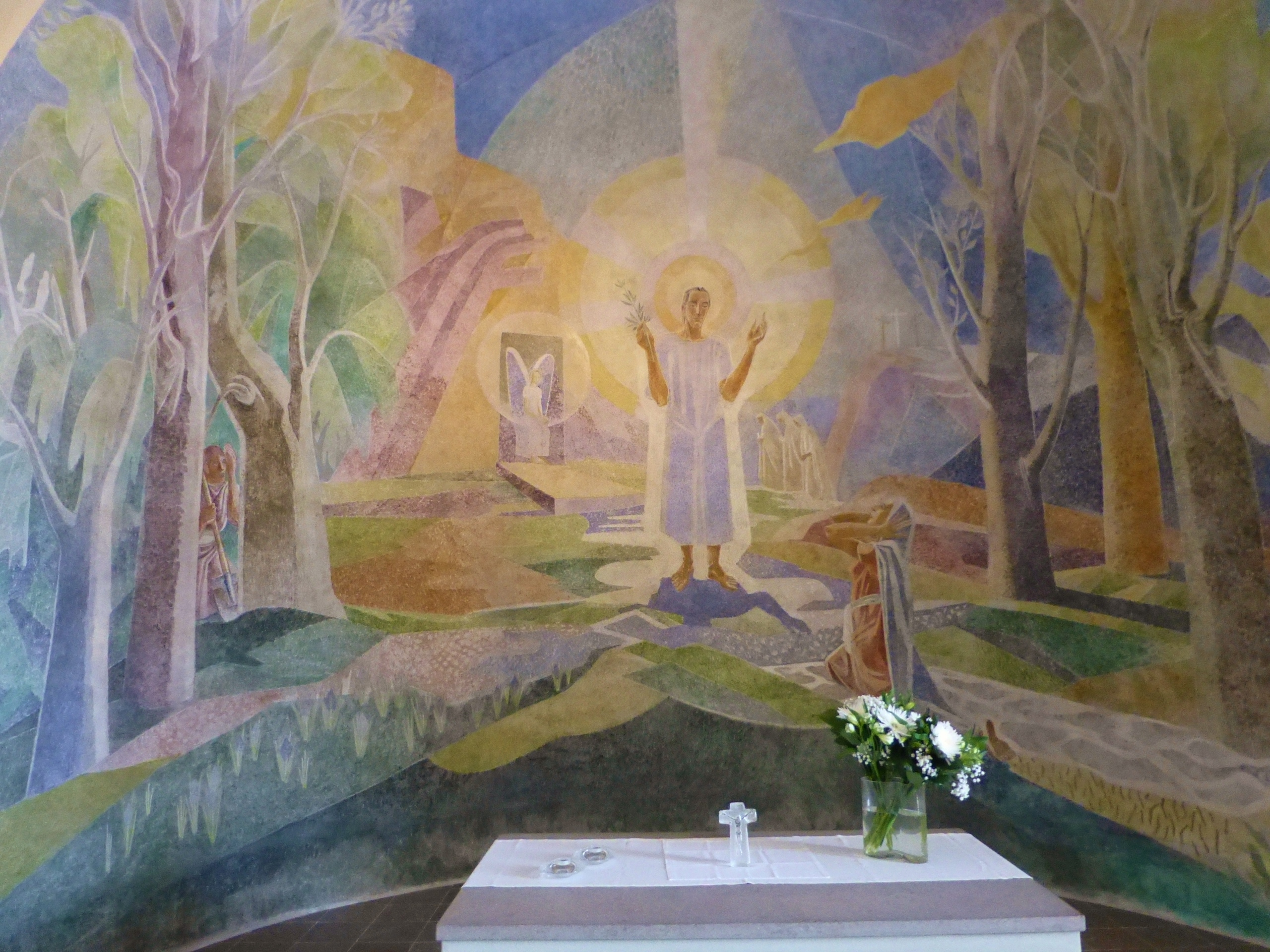
Kristi uppståndelse
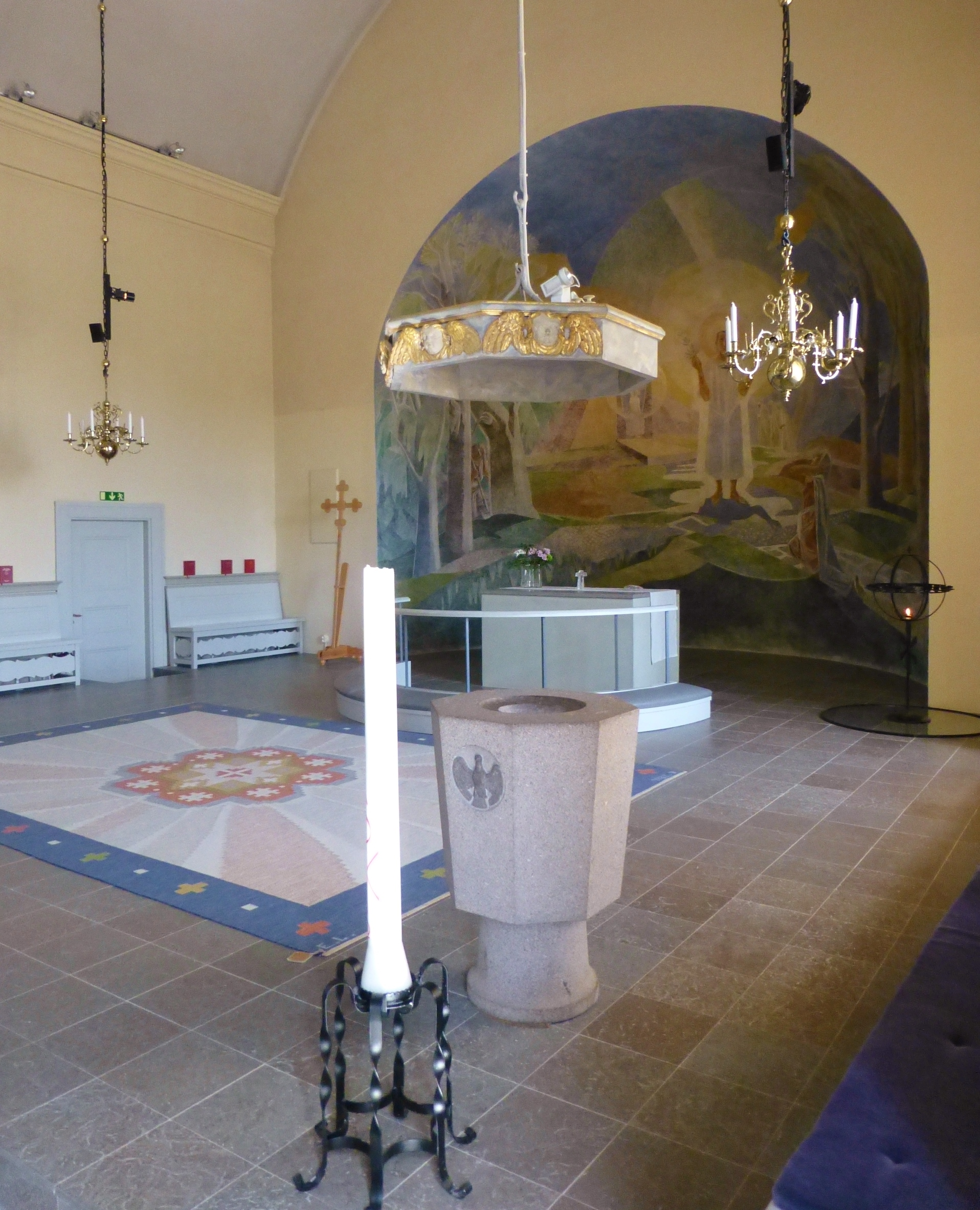
Dopfunten med baldakin
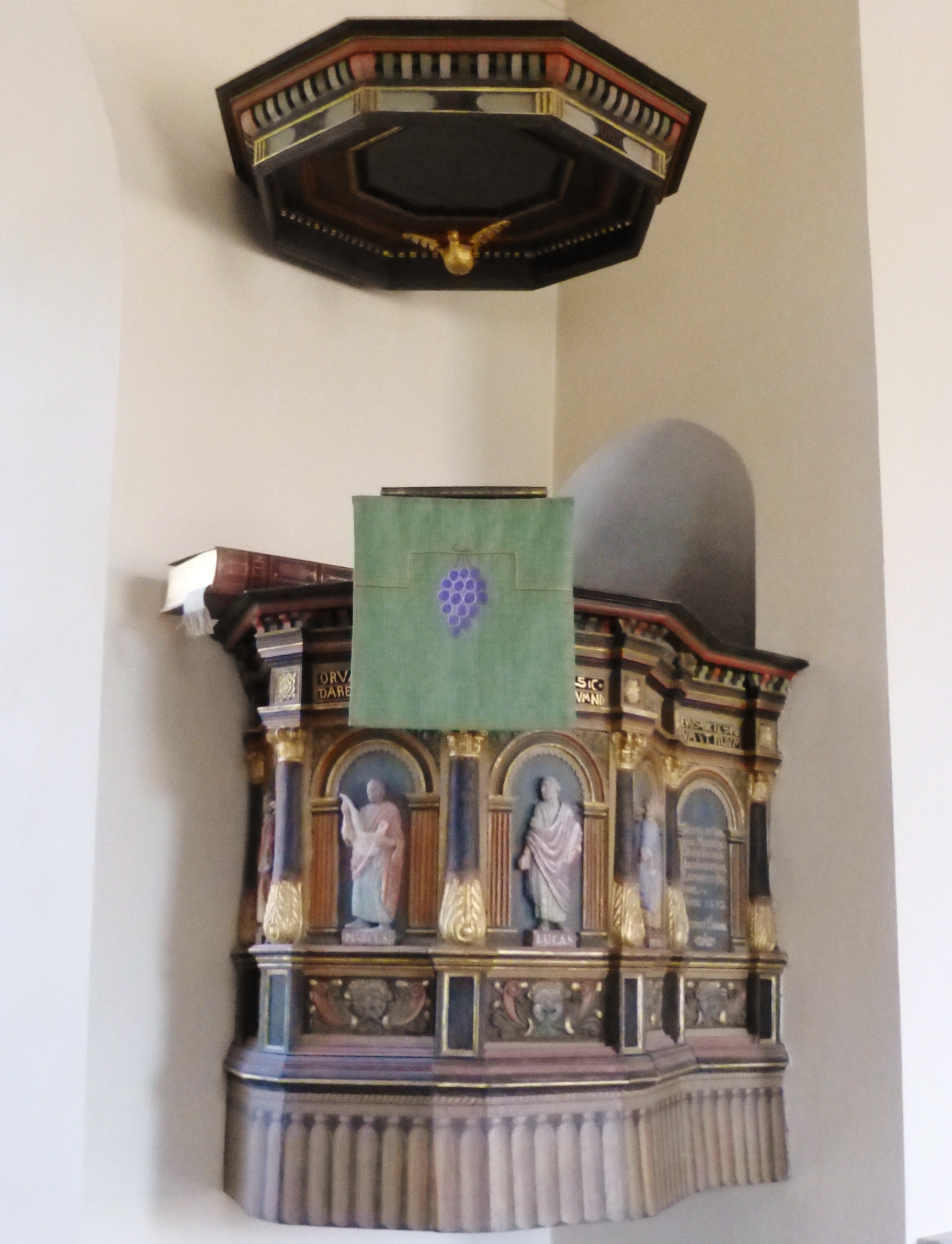
Predikstolen från 1600-talet
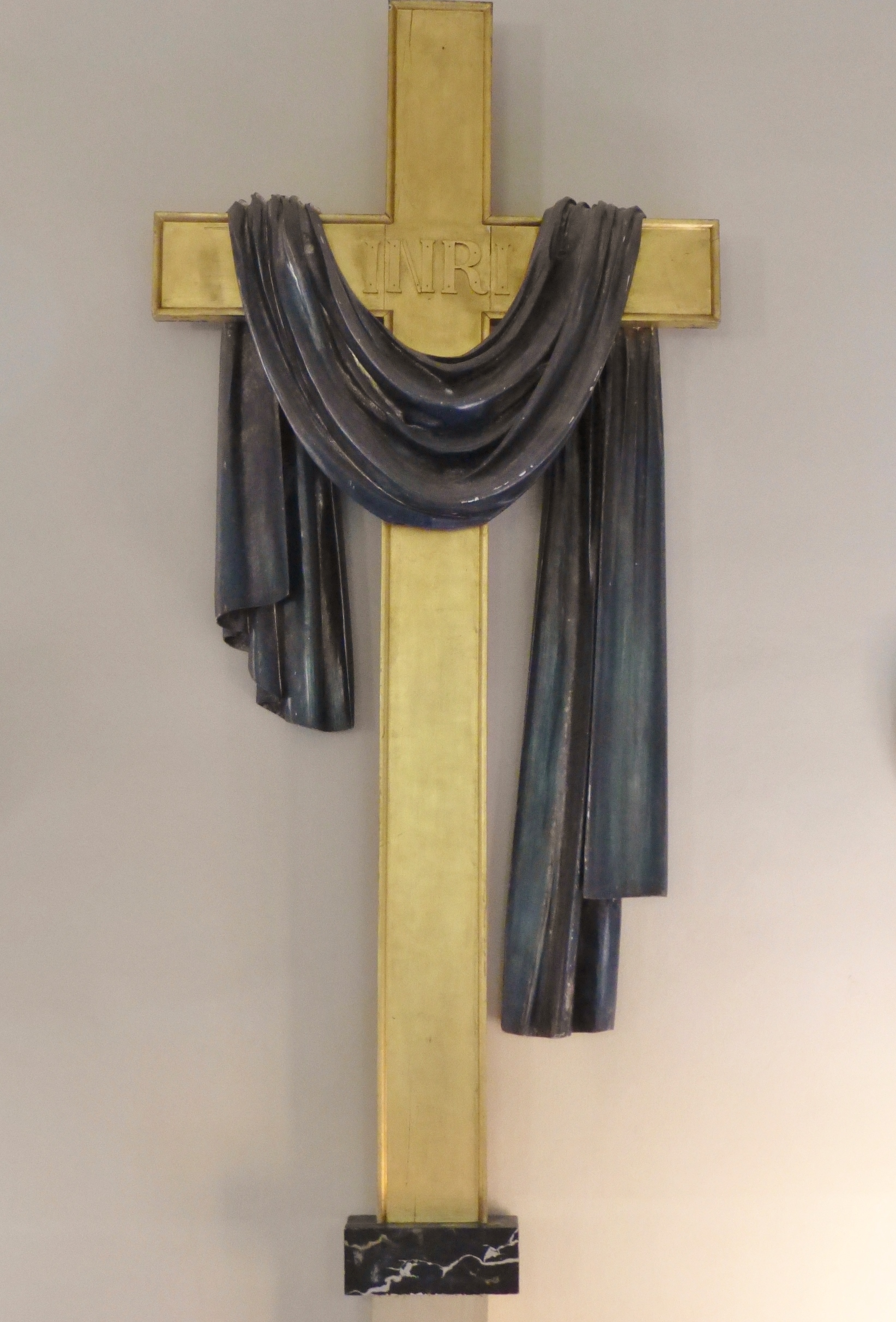
Tidigare altarprydnad
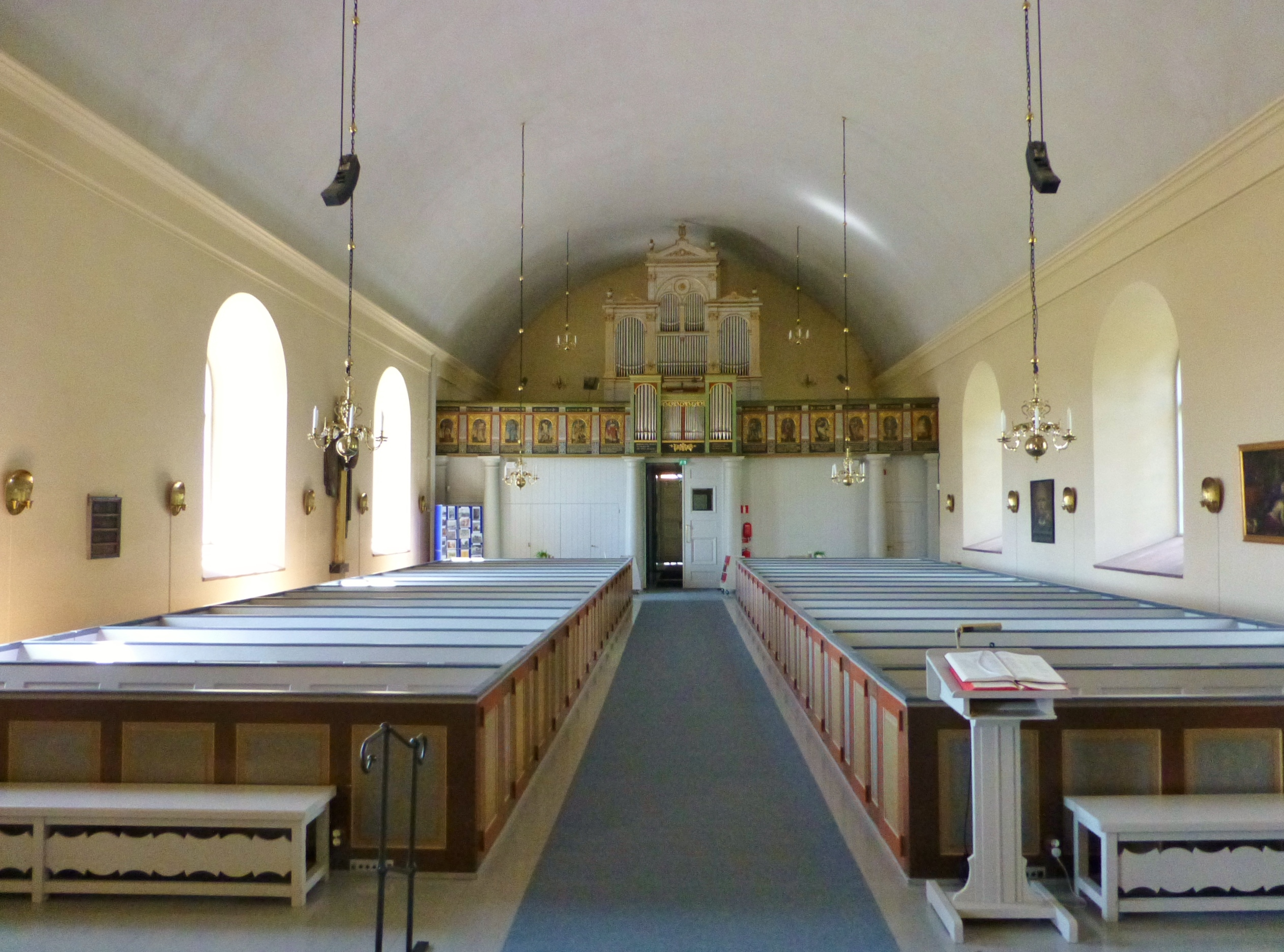
Kyrkorummet med orgelläktaren

## Orglar

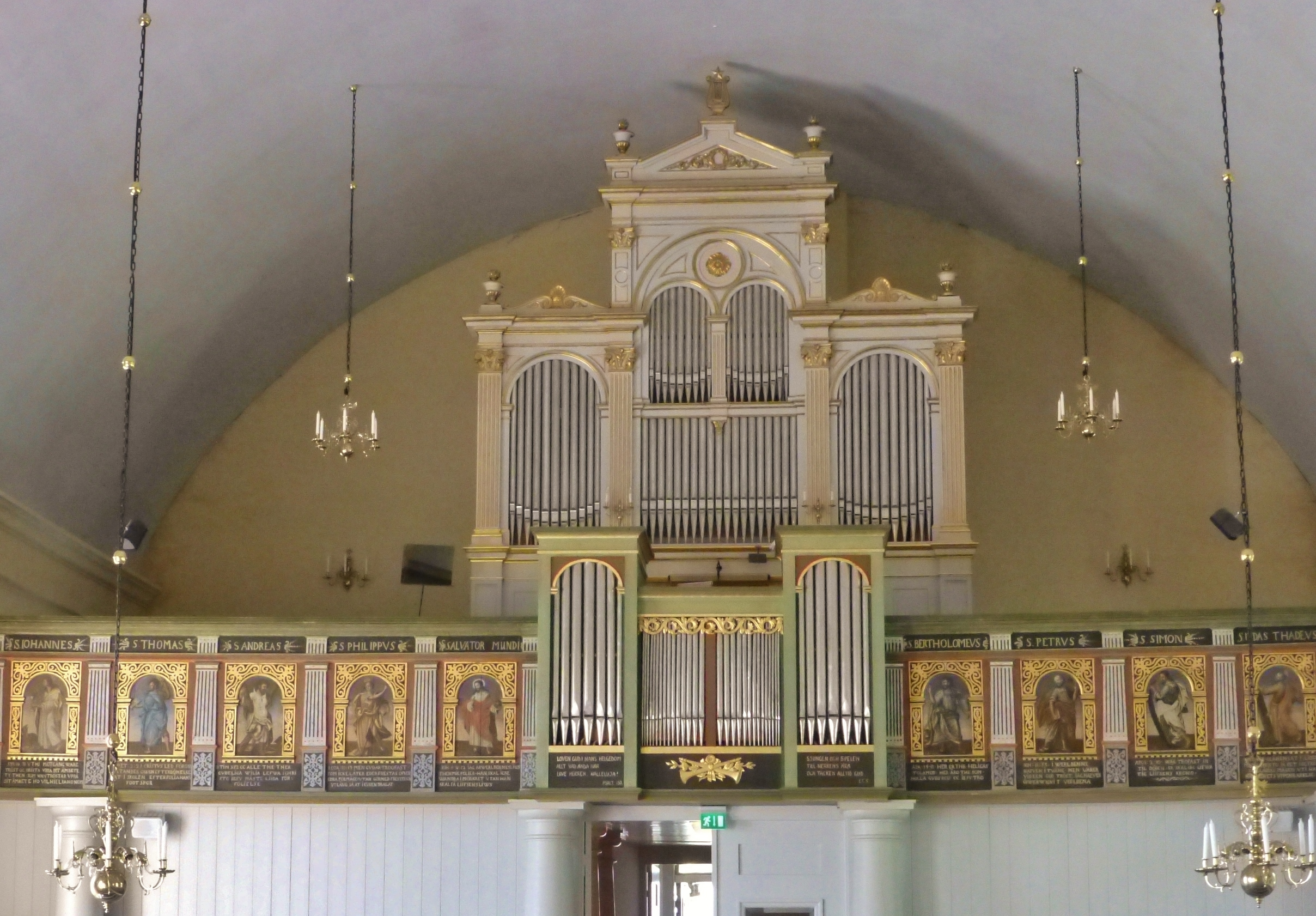
Orgeln med fasad från 1882

- År 1864 byggde Johan Ferdinand Ahlstrand ett orgelverk till kyrkan.
- År 1882 tillkom en orgel byggd av Åkerman & Lund Orgelbyggeri med tolv stämmor. Den byggdes om 1952 av Oskar Sundström, Uppsala, så att den fick 22 stämmor och ett ryggpositiv samt med bibehållen fasad från 1882.

### Disposition på orgeln fram till 1951.
| Ryggpositiv I   | Huvudverk II    | Pedal         | Koppel |
| Rörflöjt 8’     | Borduna 16’     | Subbas 16’    | I/P    |
| Kvintadena 8’   | Principal 8’    | Principal 8’  | II/P   |
| Oktava 4’       | Gedackt 8’      | Kvinta 5 1⁄3’ | I/II   |
| Nachthorn 4’    | Oktava 4’       | Koralbas 4’   |        |
| Nasat 2 2⁄3’    | Flöjt 4’        | Dulcian 16’   |        |
| Svegel 2’       | Oktava 2’       |               |        |
| Ters 1 3⁄5      | Mixtur 4-5 chor |               |        |
| Scahrf 3-4 chor | Trumpet 8’      |               |        |
| Krumhorn 8’     |                 |               |        |

- Den nuvarande orgeln med arton stämmor är byggd 1985 av J. Künkels Orgelverkstad.

### Disposition
| Ryggpositiv I         | Huvudverk II      | Pedal                  | Koppel |
| Rörflöjt 8’ (1985)    | Principal 8’      | Subbas 16’             | I/P    |
| Principal 4’ (1985)   | Gedackt 8’        | Principalbas 8’ (1985) | II/P   |
| Koppelflöjt 4’ (1985) | Oktava 4’         | Kvintadena 4’          | I/II   |
| Svegel 2’ (1985)      | Flöjt 4’          | Basun 16’ (1985)       |        |
| Scharf 3 chor (1985)  | Nasat 2 2⁄3’      |                        |        |
| Krumhorn 8’ (1985)    | Oktava 2’ (1985)  |                        |        |
| Tremulant (1985)      | Mixtur 3-4 chor   |                        |        |
|                       | Trumpet 8’ (1985) |                        |        |